# Dennisiodiscus prasinus
Dennisiodiscus prasinus är en svampart som först beskrevs av Lucien Quélet, och fick sitt nu gällande namn av Svrcek 1976. Enligt Catalogue of Life ingår Dennisiodiscus prasinus i släktet Dennisiodiscus, ordningen disksvampar, klassen Leotiomycetes, divisionen sporsäcksvampar och riket svampar, men enligt Dyntaxa är tillhörigheten istället släktet Dennisiodiscus, familjen Dermateaceae, ordningen disksvampar, klassen Leotiomycetes, divisionen sporsäcksvampar och riket svampar. Arten är reproducerande i Sverige. Inga underarter finns listade i Catalogue of Life.